# Sculpture lente
Sculpture lente (titre original : Slow Sculpture) est une nouvelle de Theodore Sturgeon, parue en 1970.

## Distinctions
La nouvelle a reçu le prix Nebula de la meilleure nouvelle longue 1970 et le prix Hugo de la meilleure nouvelle courte 1971.

## Résumé et thématique
La nouvelle décrit la rencontre d'une jeune fille et d'un ingénieur exceptionnellement doué, dont l'idéalisme s'est heurté à la société. Le titre « Sculpture lente » se réfère à la culture des bonzaïs, et à une remarque de la jeune fille sur une analogie possible entre les hommes et les arbres.

## Parutions

### Parutions aux États-Unis
La nouvelle est parue aux États-Unis pour la première fois en février 1970 dans Galaxy Science Fiction.
En 1971 elle est reprise dans le recueil Sturgeon Is Alive and Well ...: A Collection of Short Stories et sera rééditée de nombreuses fois.

### Parutions en France
La nouvelle est parue en France à plusieurs reprises :
- dans le magazine Galaxie no 82 en mars 1971, éditions OPTA ;
- dans l'anthologie Le Livre d'or de la science-fiction : Theodore Sturgeon, éd. Pocket no 5013, 1978 et 1981  (ISBN 2-266-00455-7) ; rééditée en 1991 dans la collection Le Grand Temple de la S-F avec pour titre Un soupçon d'étrange  (ISBN 2-266-04799-X) ;
- dans Nouvelles des siècles futurs, Omnibus, 2004  (ISBN 2-258-05611-X) ;
- dans Romans et nouvelles, Omnibus, 2005  (ISBN 2-258-06642-5).

### Parutions dans d'autres pays
La nouvelle a été publiée :
- en langue néerlandaise, sous le titre Vertraagde Beeldhouwkunst (1973)[1] ;
- en langue croate, sous le titre Dugotrajno vajanje (1980)[2] ;
- en langue tchèque, sous le titre Pomalá skulptura (1997) ;
- en langue allemande :
  - sous le titre Das Erwachen (1975) ;
  - sous le titre Der Bonsai-Mensch (1982) ;
  - sous le titre Langsames Wachstum (2003).